# Ngor Okpala
Ngor Okpala é uma Área de Governo Local de Imo (estado), Nigéria. Sua sede está na cidade de Umuneke Ngor. Tem uma área de 561 km² e uma população de 159.932 no recenseamento de 2006. É um lugar notável no estado de Imo por causa de sua posição de localização. Liga estados de Abia e Rivers da Nigéria. É a maior área de governo local no estado de Imo e uma das maiores da Nigéria.
O código postal da área é 460.
Há muitas comunidades em Ngor Okpala, onde incluem: Obiangwu, Ntu, Alulu, Amala, Oburu, Obokwe, Eziama, Okpala, Ohekelem, Ihite, Obike, Elelem, Umuohiagu, Umuhu, Imerienwe, Nguru-Umuaro, Orishi-eze, umuekwune, Ngali e umukabia-ngodo e muitos outros.  O aeroporto de Imo está situado em Ngor-Okpala é um dos governos locais em desenvolvimento mais rápidos no estado de Imo. É abençoado com recursos naturais e minerais que não foram aproveitados. Os nativos também se denominam como pessoas de nod nor impala. Em okpala existem sete comunidades conhecidas como ama-asaa. Okpala é um dos vilarejos em ama-asaa, devido à popularidade do nome, assume o nome 'ama-asaa', 'Junção Okpala'. Okpala, o centro das sete aldeias, tem quatro parentes, que incluem amankwu, amaube, amanwaebo e  umuokereke. Ngor okpala também é composto por Umuekwune.